# Равни Котари
Равни Котари су географска целина северне Далмације у Републици Хрватској и представљају најплоднији део далматинског приморја.

## Географија
Простиру се од Буковице, Бенковца и Новиградског мора на северу до танког приобалног појаса од Задра до Скрадина (ушћа Крке) на југу односно од залеђа Задра на западу до залеђа Скрадина на истоку. Највиша тачка области је узвишење Стандардац са 305 m нмв, а једна од занимљивости целе регије је и криптодепресија са Вранским језером површине 30,1 km². У Равним Котарима се налази и задарски аеродром Земуник.

## Становништво
Већинско становништво на овом подручју су до грађанског рата 1990-их године чинили Срби који су током операција Масленица и Олуја протерани са тог подручја, а њихова имовина је уништена. Том приликом су оштећени трагови српске баштине на том подручју, какви су Кула Јанковић Стојана и црква Светог Георгија у Исламу Грчком у коме је сахрањен песник Владан Десница. Повратак Срба на овом подручју је отежан, као и у другим деловима некадашње РСК након окончања рата, али се чине напори у том правцу о чему сведочи и повратак српског свештенства у те крајеве 25. децембра 2005. године.

## Знамените личности
Са подручја Равних Котара је и неколико националних јунака (од којих су неки опевани и у српским народним епским песмама) из доба борбе против Турака који су се у XVII веку борили на страни Млетачке републике, међу којима су сердари:
- Јанковић Стојан
- Вук Мандушић
- Завиша Јанковић
- Вук Мочивун
- епископ Саватије Љубибратић